# David Janssen
David Janssen (Naponee, Nebraska, 27 de marzo de 1931-Malibú, California, 13 de febrero de 1980) fue un actor de cine y televisión estadounidense. Se hizo mundialmente famoso por su papel del doctor Richard Kimble en la serie El fugitivo. 

## Biografía
La familia de David Janssen se mudó a Hollywood y David no tarda en comenzar a trabajar como actor. Así, a los catorce años, aparece en la película Es un placer, donde apenas hace una aparición.
A los dieciocho años, firma un contrato con la Twentieth Century Fox; pero la productora no le cree con carisma para convertirse en una estrella y finalmente declina su contrato y David va a la Universal. David actúa en treinta y dos películas como actor de reparto. Trabaja en películas de la mula Francis con Donald O'Connor o en la película bélica Regreso del infierno, en la que Audie Murphy interpretaba en el cine las hazañas que le convirtieron en héroe de la Segunda Guerra Mundial. 

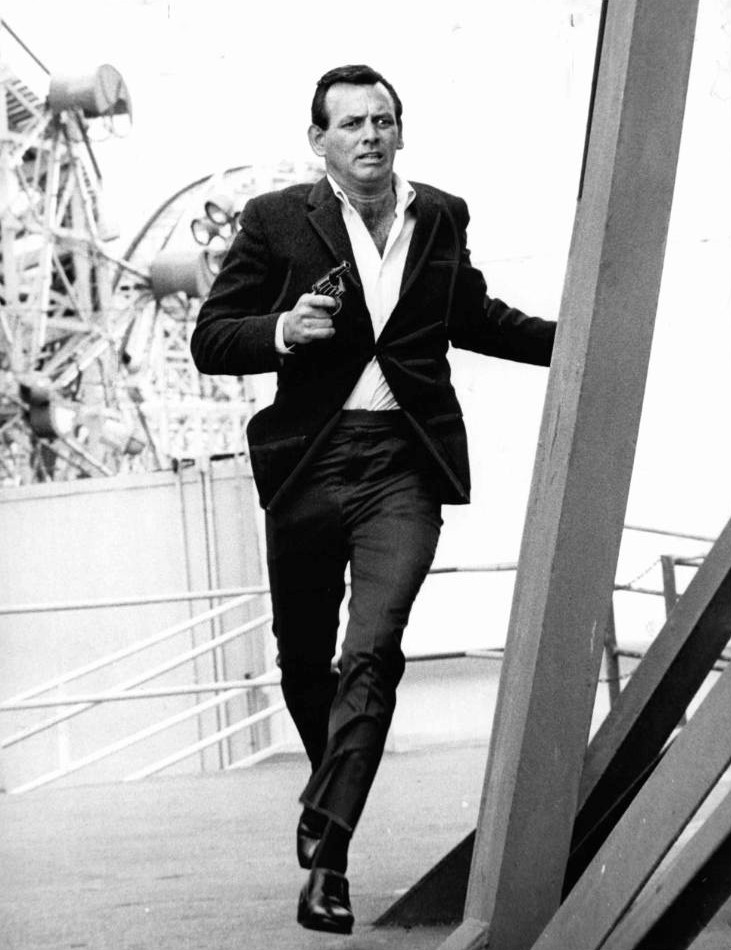
Escena del último episodio de la serie El fugitivo, en la que Janssen representó el personaje de Richard Kimble.

A partir de finales de los años cincuenta, comienza a trabajar en series de televisión y, en 1957, protagoniza la serie de El detective Richard Diamond. Durante tres años, Janssen da vida al detective del título y va consiguiendo ser conocido por el público. No vuelve a trabajar en una película para la pantalla grande hasta 1963, cuando trabaja en Mis seis amores, junto con Debbie Reynolds y Cliff Robertson. Ese mismo año, comienza a interpretar en televisión el personaje de Richard Kimble en la serie El fugitivo, que le haría mundialmente famoso. Capítulo a capítulo, el doctor Kimble escapa del acoso policial mientras busca al hombre manco que mató a su mujer, crimen que le es imputado. 
En 1967 David Janssen ya convertido en una estrella realiza su primer papel protagonista en la película Disparos calientes, del director Buzz Kulik. Es una película de intriga y misterio. En 1968 trabaja en una superproducción importante: Los boinas verdes, la primera película que se hizo sobre el Vietnam, la única cuyo argumento estaba a favor de la intervención estadounidense en el suroeste asiático y que era la segunda película que dirigía John Wayne. Al año siguiente, también es uno de los destacados que aparecen en la superproducción Las sandalias del pescador, de Michael Anderson, sobre la novela de Morris West. En 1969 protagoniza Dónde está, de Garson Kanin, y en ese mismo año trabaja a las órdenes de John Sturges en Perdidos en el espacio (Marooned), donde trabajan otros actores conocidos como Gregory Peck, Richard Crenna, James Franciscus y Gene Hackman. 

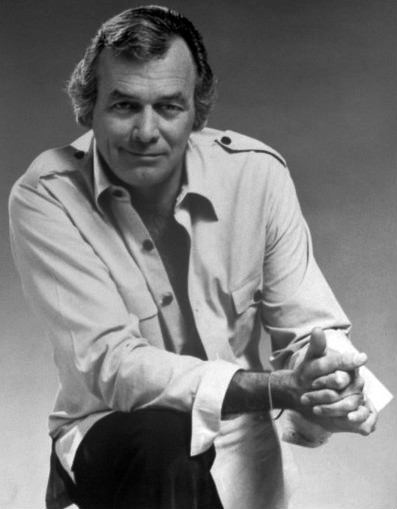
David Janssen en 1974, año en que protagonizó la serie Harry O.

En 1969 vuelve a la televisión protagonizando la serie O'Hara U.S.T., que solo permanece en el aire por una temporada. En este mismo año, protagoniza en el cine la comedia Generación y, en 1970, el wéstern Macho Callahan. 
En los siguientes años, protagoniza telefilmes y aparece en series de televisión. Además, de 1973 a 1976, protagoniza la serie Harry O, que, si no le devuelve el estrellato de El fugitivo, le mantiene en la cresta de la ola. Así, en 1976 protagoniza la película policíaca La conspiración sueca y ese mismo año es una de las estrellas que aparecen en la película de catástrofe, tan en moda en los setenta, Pánico en el estadio, de Larry Peerce. 
No deja de trabajar en los años que le quedan de vida, tanto en películas menores como en películas de televisión, hasta que el 13 de febrero de 1980 fallece de infarto agudo de miocardio.
Por el papel de El fugitivo, que tanta fama le dio, fue tres veces nominado a los Emmy y ganó un Globo de Oro además de ser nominado en otras dos ocasiones. En 1966, además, fue considerado por la revista Photoplay el hombre más popular y recibió una estrella en el bulevar de la fama de Hollywood en el número 7011.
- Datos: Q498840
- Multimedia: David Janssen / Q498840